# 吕金虎 (智能系统与网络专家)
吕金虎（1974年9月—），男，湖北枝江人，中国智能系统与网络专家，北京航空航天大学教授。主要从事复杂网络、非线性电路与系统、网络大数据等领域研究。

## 生平
1993年毕业于枝江一中。1997年从湖北师范学院毕业后进入湖北农学院担任助教。1998年考入武汉水利电力大学攻读硕士学位，师从陆君安教授。2002年在中国科学院应用数学研究所获博士学位。2002年至2004年，在中国科学院系统与控制重点实验室从事博士后研究，历任助理研究员、副研究员、研究员等职务。2004年至2005年，在加拿大卡尔加里大学从事博士后研究。2005年至2006年，在美国普林斯顿大学担任访问学者。2007年，在法国勒阿弗尔大学担任访问教授。2012年11月当选为IEEE Fellow。2017年通过“长江学者奖励计划”受聘于北京航空航天大学，担任自动化科学与电气工程学院院长。同年，任全国科技领军人才联盟（创新）理事会首届理事长。

## 荣誉
- 茅以升科学技术奖·北京青年科技奖（2008年）[5]
- 第十一届中国青年科技奖（2009年）[6]
- 第九届光华工程科技奖“青年奖”（2012年）[7]
- 何梁何利基金科学与技术进步奖（2015年）[8]
- 第二届全国创新争先奖（2020年）[9]